# Maurice Bénard
Maurice Besnard, né à Rouen (Seine-Inférieure) le 12 août 1887 et mort à Nice (Alpes-Maritimes) le 2 avril 1977, est un acteur français.
Il se marie à Mont-Saint-Aignan le 20 mars 1942.

## Filmographie
- 1923 : Le Crime des hommes de Gaston Roudès
- 1936 : Samson de Maurice Tourneur
- 1936 : Tarass Boulba de Alexis Granowsky
- 1937 : Carnet de bal de Julien Duvivier
- 1938 : Durand bijoutier de Jean Stelli
- 1951 : Adhémar ou le Jouet de la fatalité de Fernandel
- 1951 : La Vérité sur Bébé Donge de Henri Decoin
- 1951 : Le Gantelet vert - "The green gloves" de Rudolph Maté et Louis A. Pascal
- 1952 : Les Amants maudits de Willy Rozier
- 1952 : Manina, la fille sans voiles de Willy Rozier
- 1953 : L'Aventurière du Tchad de Willy Rozier
- 1953 : L'Étrange Désir de monsieur Bard de Geza Radvanyi
- 1953 : Mourez, nous ferons le reste de Christian Stengel
- 1953 : La Route Napoléon de Jean Delannoy
- 1954 : À toi de jouer Callaghan de Willy Rozier
- 1955 : Napoléon de Sacha Guitry
- 1955 : Les Assassins du dimanche de Alex Joffé
- 1956 : Baratin de Jean Stelli
- 1957 : Quand sonnera midi de Edmond T. Gréville
- 1958 : Prisonniers de la brousse de Willy Rozier
- 1960 : Les Pique-assiette de Jean Girault
- 1963 : Chair de poule de Julien Duvivier
- 1969 : Les Femmes de Jean Aurel

## Théâtre
- 1921 : Chéri de Colette, mise en scène Robert Clermont, théâtre Michel à Paris
- 1929 : Durand, bijoutier de Léopold Marchand, Théâtre Saint-Georges
- 1930 : Miss France de Georges Berr et Louis Verneuil, Théâtre Édouard VII
- 1930 : Mistigri de Marcel Achard, mise en scène Jacques Baumer, Théâtre Daunou
- 1934 : Le mari que j'ai voulu de Louis Verneuil, Théâtre des Mathurins
- 1938 : Le Corsaire de Marcel Achard, mise en scène Louis Jouvet, Théâtre de l'Athénée
- 1950 : Les Démoniaques de Michel Durafour, mise en scène Maurice Escande,   Théâtre du Vieux-Colombier